# Singles (Puy-de-Dôme)
Singles település Franciaországban, Puy-de-Dôme megyében. Lakosainak száma 154 fő (2022. január 1.). Singles Avèze, Confolent-Port-Dieu, Larodde, Messeix, Savennes és Tauves községekkel határos.

## Népesség
A település népessége az elmúlt években az alábbi módon változott:
| Lakosok száma | 167  | 168  | 175  | 167  | 163  | 160  | 157  | 156  | 154  |
|               | 2013 | 2015 | 2016 | 2017 | 2018 | 2019 | 2020 | 2021 | 2022 |